# Lagoa dos Patos, Minas Gerais
Lagoa dos Patos este un oraș în Minas Gerais (MG), Brazilia.